# Rafael Dolis
Rafael José Dolis (nacido el 10 de enero de 1988 en La Romana) es un lanzador dominicano que milita para los Cachorros de Chicago en las Grandes Ligas de Béisbol.
Dolis comenzó su carrera profesional en 2006 lanzando para los Arizona League Cubs, terminando con récord de 0-2 con una efectividad de 8.28 en 13 partidos (tres como abridor) para ellos. En 25 entradas de trabajo, ponchó a 33 bateadores. Lanzó para los Peoria Chiefs en 2007, terminando con récord de 3-1 con una efectividad de 1.80 en seis aperturas. Después de no lanzar en 2008, Dolis lanzó para los Daytona Cubs en 2009, terminando con 3-9 con una efectividad de 3.79 en 27 partidos (25 como abridor).
Comenzó el 2010 lanzando para los Daytona Cubs.